# 90525 Каріянберґ
90525 Каріянберґ (90525 Karijanberg) — астероїд головного поясу, відкритий 17 березня 2004 року.
Тіссеранів параметр щодо Юпітера — 3,582.